# Sessão da Tarde (álbum)
Sessão da Tarde é o segundo álbum de estúdio do cantor Leo Jaime, lançado em 1985 pelo selo Epic Records. Os maiores sucessos do álbum foram "A Fórmula do Amor", "Só", "O Pobre", "Amor Colegial" e "Solange", uma versão em português da canção "So Lonely", da banda The Police. A canção As Sete Vampiras fez parte da trilha sonora do filmes de mesmo nome dirigida pelo cineasta Ivan Cardoso, onde Jaime participou como ator.
O álbum vendeu mais de 160 mil cópias em todo Brasil.
| “ | “Eu queria fazer algo mais simples, na base do som do rock de garagem. Mas a gravadora (CBS) não entendia. Eles tinham planos grandes para mim, e queriam que eu refizesse tudo. No final ficou como eu queria e o disco deu muito certo. Minha carreira então andou.” | ” |

O disco é dedicado a Erasmo Carlos.

## Faixas
| N.º | Título                                           | Duração |  |
| 1.  | "O Pobre"                                        | 4:22    |  |
| 2.  | "A Fórmula do Amor" (participação de Kid Abelha) | 3:30    |  |
| 3.  | "A Vida Não Presta"                              | 3:46    |  |
| 4.  | "As Sete Vampiras"                               | 3:54    |  |
| 5.  | "Só"                                             | 3:42    |  |
| 6.  | "O Regime"                                       | 3:28    |  |
| 7.  | "Amor Colegial"                                  | 3:07    |  |
| 8.  | "Solange (versão "So Lonely")"                   | 4:23    |  |
| 9.  | "O Crime Compensa"                               | 3:21    |  |
| 10. | "Abaixo a Depressão"                             | 3:45    |  |

## Tabelas

### Tabelas semanais
| Parada musical (1985) | Posição |
| --------------------- | ------- |
| Brasil (Nopem)        | 8       |

## Créditos
Banda
- Leo Jaime: voz, guitarra, teclados
- Sergio Serra: guitarra
- Iuri Cunha: baixo
- Paulo Henrique: teclados
- Rodrigo Mauá: bateria

Músicos Convidados
- Kid Abelha e Os Abóboras Selvagens: voz em "A Fórmula do Amor"
- João Penca e Seus Miquinhos Amestrados: backing vocals
- Os Paralamas do Sucesso: instrumentos em "Solange"